# Mohamed Hussein
Pour les articles homonymes, voir Hussein.
Mohamed Khalid Mohamed Hussein (en arabe : محمد خالد محمد حسين), né le 10 septembre 1991 au Caire, est un nageur égyptien.

## Carrière
Mohamed Hussein est médaillé d'argent du 100 mètres dos et médaillé de bronze du 50 mètres dos, du 200 mètres dos, du 4 x 100 mètres nage libre et 4 x 100 mètres quatre nages aux Championnats d'Afrique de natation 2010 à Casablanca. 
Il obtient ensuite la médaille de bronze du 100 mètres dos aux Jeux africains de 2011 à Maputo.
Aux Jeux panarabes de 2011 à Doha, il est médaillé d'or du 4 x 100 mètres quatre nages, médaillé d'argent du 50 mètres dos et médaillé de bronze du 100 et 200 mètres dos.
Aux Jeux africains de 2015 à Brazzaville, il est médaillé d'or du relais 4 x 100 mètres quatre nages, médaillé d'argent du 200 mètres quatre nages, du 4 x 100 mètres nage libre et du 4 x 100 mètres nage libre mixte et médaillé de bronze du 50 et 200 mètres dos.
Il participe aux Jeux olympiques d'été de 2016 à Rio de Janeiro, où il est éliminé en séries du 200 mètres quatre nages.